# Piz Ault
Piz Ault – szczyt w Alpach Lepontyńskich, części Alp Zachodnich. Leży w Szwajcarii na granicy kantonów Gryzonia i Uri, blisko granicy z Włochami. Można go zdobyć ze schroniska Camona da Cavardiras (2649 m) lub Etzlihütte SAC (2052 m).